# Pancho Villa
Francisco »Pancho« Villa (pravo ime Doroteo Arango Arámbula), mehiški revolucionar, * 5. junij 1877,  La Coyotada, San Juan del Río, Durango, Mehika, † 20. julij 1923, Parral, Chihuahua, Mehika.
Njegovi odločni boji so v revoluciji leta 1910 odločilno prispevali k zmagi Madera. Ko je leta 1913 Huerta strmoglavil Madera, se mu je Villa zoperstavil, tako kot kasneje Carranzi; prevzel je nadzor nad severom države in skupaj z Zapato za krajši čas (december 1914-januar 1915) zasedel prestolnico Ciudad de Mexico. Razjarjen, ko so ZDA priznale oblast Carranze, je obrnil svoj srd proti ameriškim državljanom v Mehiki ter obmejnim mestom v ZDA. Ameriška odprava pod vodstvom generala Pershinga je prodrla do Chihuahue (marec 1916-februar 1917), sicer pa ni bila uspešna. Villo so umorili leta 1923.